# Gotha Go 149
Il Gotha Go 149 fu un aereo da addestramento monomotore monoplano ad ala bassa sviluppato dall'azienda aeronautica tedesca Gothaer Waggonfabrik nella seconda parte degli anni trenta.
Sviluppato al fine di addestrare per i piloti di caccia nelle scuole di volo Luftwaffe rimase allo stadio di prototipo.

## Storia del progetto
La disponibilità di motori dalla potenza sempre più elevata stavano relegando gli aerei da caccia con configurazione alare biplana ad un ruolo secondario in quanto la loro grande superficie alare non era più la principale soluzione tecnica atta a garantire una buona manovrabilità e costituiva anzi un ostacolo in termini di velocità massima.
Dopo il successo dell'addestratore biplano Go 145 l'ingegner Albert Kalkert, responsabile dell'ufficio progetti aeronautici Gothaer, decise, nel 1935, di intraprendere il progetto per un nuovo e più moderno velivolo da addestramento destinato alle scuole di volo per i futuri piloti da caccia della Luftwaffe. Il disegno verteva su un velivolo dalla configurazione alare monoplana, più adatta alle caratteristiche dei caccia che stavano entrando in linea nello stesso periodo. Il Reichsluftfahrtministerium (RLM), concesse di sviluppare il progetto chiedendo, come era consuetudine, di fornire 3 esemplari per la valutazione.
Il primo prototipo, Go 149 V1 marche D-EJFR, venne portato in volo per la prima volta alla fine del 1936.

## Tecnica
Il Go 149 era un velivolo di concezione moderna, monoplano monomotore ad ala bassa, che abbinava la costruzione in tecnica mista con soluzioni tecniche inusuali fino ad allora per velivoli di quella categoria come il carrello retraibile.

## Utilizzatori
Germania
- Luftwaffe